# Музей земли Нижняя Саксония
Музей земли Нижняя Саксония в Ганновере (нем. Niedersächsisches Landesmuseum Hannover) — краеведческий музей федеральной земли Нижняя Саксония, расположенный напротив Новой ратуши в Ганновере. Состоит из трёх отделов, в которых представлены коллекции картин, гравюр и скульптур, начиная от Средневековья до начала XX века, а также — экспонаты по археологии, этнологии и естествознанию.

## История
Музей земли Нижняя Саксония берёт своё начало с нескольких общественных объединений, созданных в конце XVIII — начале XIX века. В 1852 году Общество естествознания, Историческая ассоциация Нижней Саксонии и Общественное объединение произведений искусства решили сделать свои коллекции доступными для публики, открыв в 1856 году в присутствии короля Георга V Музей искусства и науки на Софиенштрассе 2 (ныне Дом художника).
В то же время Георг V инициировал создание в Херренхаузене Семейного музея, а в 1861 году — Музея вельфов, который представлял собой коллекцию произведений искусства, купленных королём у коллекционера Бернхарда Хаусмана в 1857 году. Спустя два года эти два музея были объединены, а в 1863 году пополнены коллекциями оружия и серебра. В 1866 году, после аннексии королевства Ганновер Пруссией, король Георг V эмигрировал в Австрийскую империю, забрав с собой коллекцию сокровищ вельфов. В 1869 году оставшиеся экспонаты были объединены в экспозицию созданного Провинциального музея, который в свою очередь в 1890 году был объединён с Музеем искусства и науки.
К тому времени фонды музея уже с трудом могли вмещать все экспонаты, и в 1895 году был объявлен конкурс на создание проекта нового здания, который выиграл Хуберт Штир. Новое величественное здание музея было построено в 1902 году на окраине Машпарка в стиле неоренессанса. Скульпторы Георг Гертинг, Карл Гунделах и Георг Кюстхардт создали рельефный фриз «Основные моменты развития человечества». Фонды музея была разделены на три отдела: исторический, естественно-научный и художественный. В 1933 году Провинциальный музей был переименован в Государственный музей.
В 1937 году большое количество произведений современного искусства было объявлено дегенеративным, конфисковано из музея, а затем уничтожено, либо продано в частные коллекции за рубеж. Среди них были работы Эрнста Барлаха, Макса Бекманна, Марка Шагала, Ловиса Коринта, Отто Дикса, Лионеля Фейнингера, Георга Гросса, Эриха Хеккеля, Алексея фон Явленского, Василия Кандинского, Эрнста Людвига Кирхнера, Пауля Клее, Эмиля Нольде, Кристиана Рольфса, Карла Шмидта-Ротлуфа и Курта Швиттерса. Музей продолжал работу до 1943 года, однако к тому времени большая часть экспонатов была эвакуирована в фондохранилища, а экспозицию составляли передвижные выставки нацистской пропаганды. Здание музея сильно пострадало от воздушных бомбардировок Ганновера во время Второй мировой войны. Во время авианалета в ночь на 8 октября 1943 года был разрушены купол над центральным ризалитом и резной фриз, а также сгорел второй этаж.
Деятельность музея возобновилась в 1945 году с выставки «Искусство и жизнь в XVIII веке» в оранжерее Херренхаузена, а начиная с 1947 года небольшие выставки стали проводиться в самом здании музея. Ремонт здания и формирование новых экспозиций продолжались до 1960-х годов. В 1950 году музей был переименован в Музей земли Нижняя Саксония в Ганновере.

## Экспозиции
С 2013 года музей реализует новую концепцию презентации своих постоянных экспозиций под названием «Всемирный музей» (нем. WeltenMuseum), которая объединяет различные коллекции в трёх разных «мирах». Первый этаж занимает «Мир природы» (NaturWelten), включающий в себя зоологические, ботанические, антропологические, географические и геологические экспонаты регионов Нижней Саксонии, виварий с более чем 2000 местных и экзотических рыб, земноводных и рептилий, а также макеты динозавров. На втором этаже располагается «Мир людей» (MenschenWelten) с археологические и этнографические экспонатами, демонстрирующими экономическое и технологическое развитие людей от каменного века до позднего Средневековья.
На третьем этаже находятся художественные коллекции «Мира искусства» (KunstWelten), содержащие произведения изобразительного искусства с XI по XX век. Коллекции включают в себя немецкие и итальянские работы эпохи Возрождения и барокко (Альбрехт Дюрер, Ганс Гольбейн (младший), Понтормо, Бронзино, Бартоломеус Спрангер), фламандские и голландские полотна XVII века (Рембрандт, Питер Пауль Рубенс, Герард Дау, Абрахам Блумарт), немецкую и датскую живопись XIX—XX веков (Каспар Давид Фридрих), произведения немецких и французских импрессионистов (Макс Либерман, Ловис Коринт, Макс Слефогт, Бернгард Хётгер, Паула Модерзон-Беккер), а также типографию со старинными рисунками и гравюрами. В музее находится крупная коллекция монет Нижней Саксонии и Англии, которая берёт своё начало с собраний короля Ганновера Георга V.
На базе музея функционируют различные немецкие и международные исследовательские проекты. Сотрудники музея совместно с Хайфским университетом и Евразийским отделом Германского археологического института принимали участие в раскопках Тель-Цафа в центральной долине реки Иордан в Израиле.

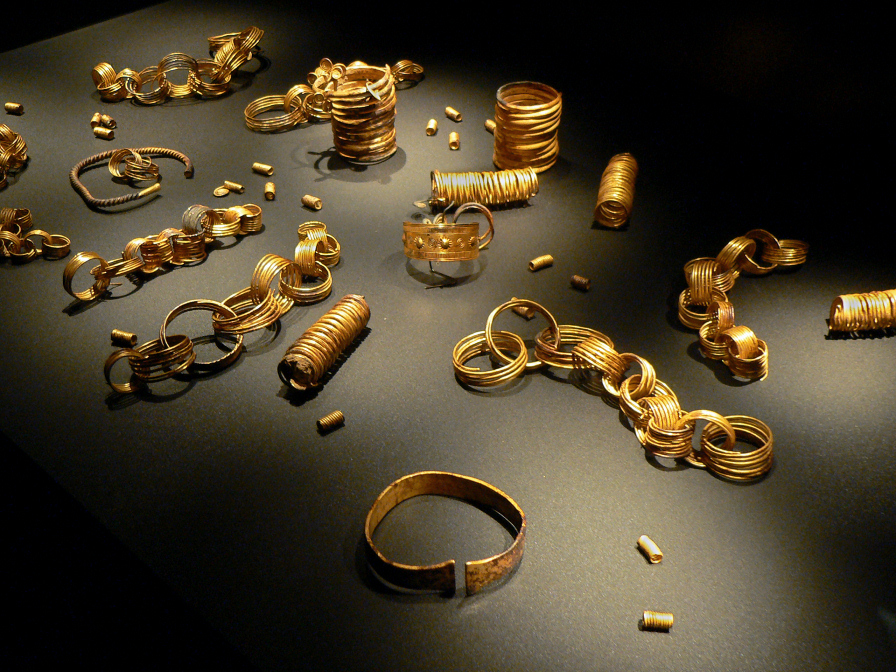
Золотой клад Гесселя (XIV век до н. э.)
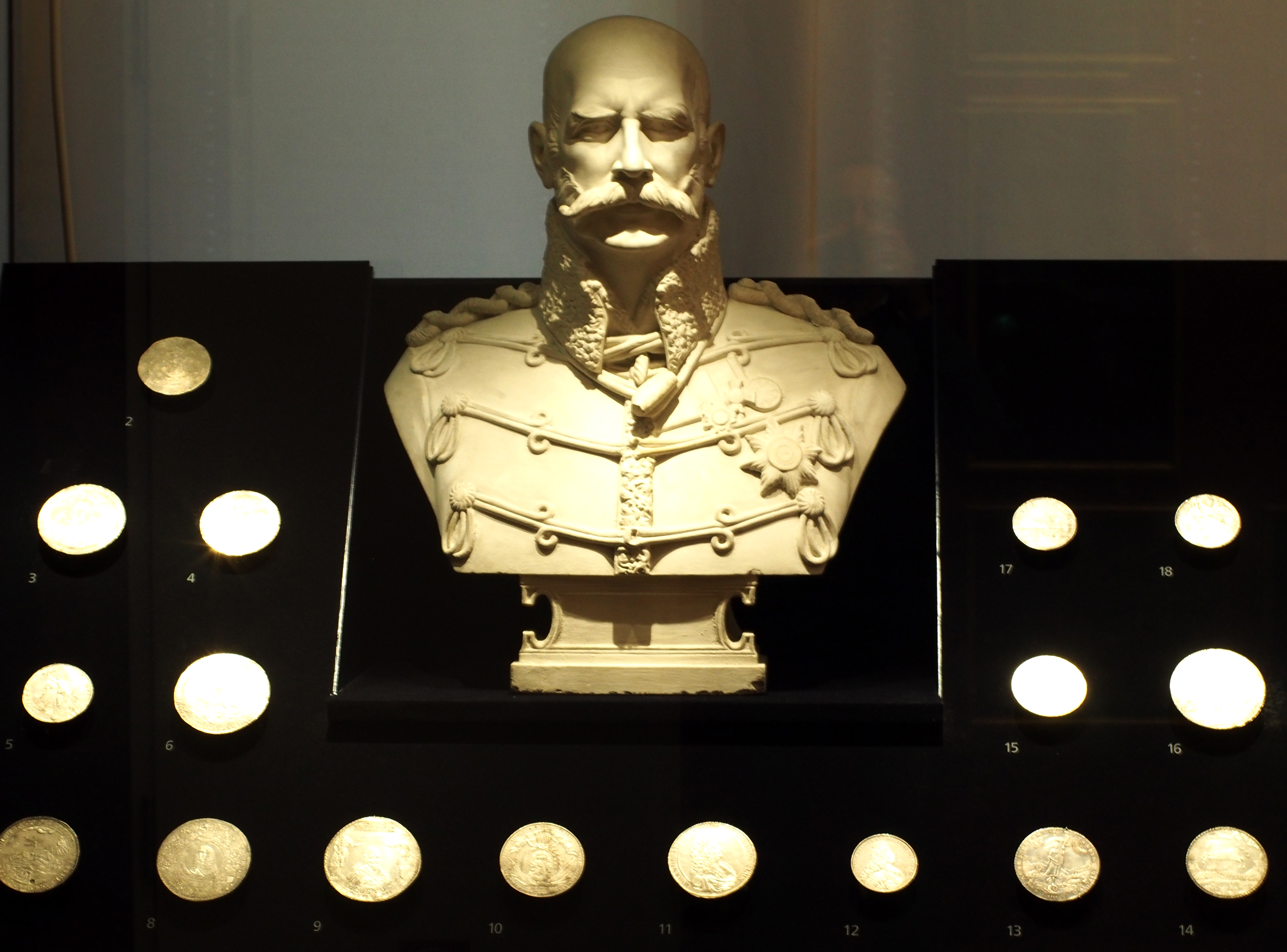
Экспозиция монет
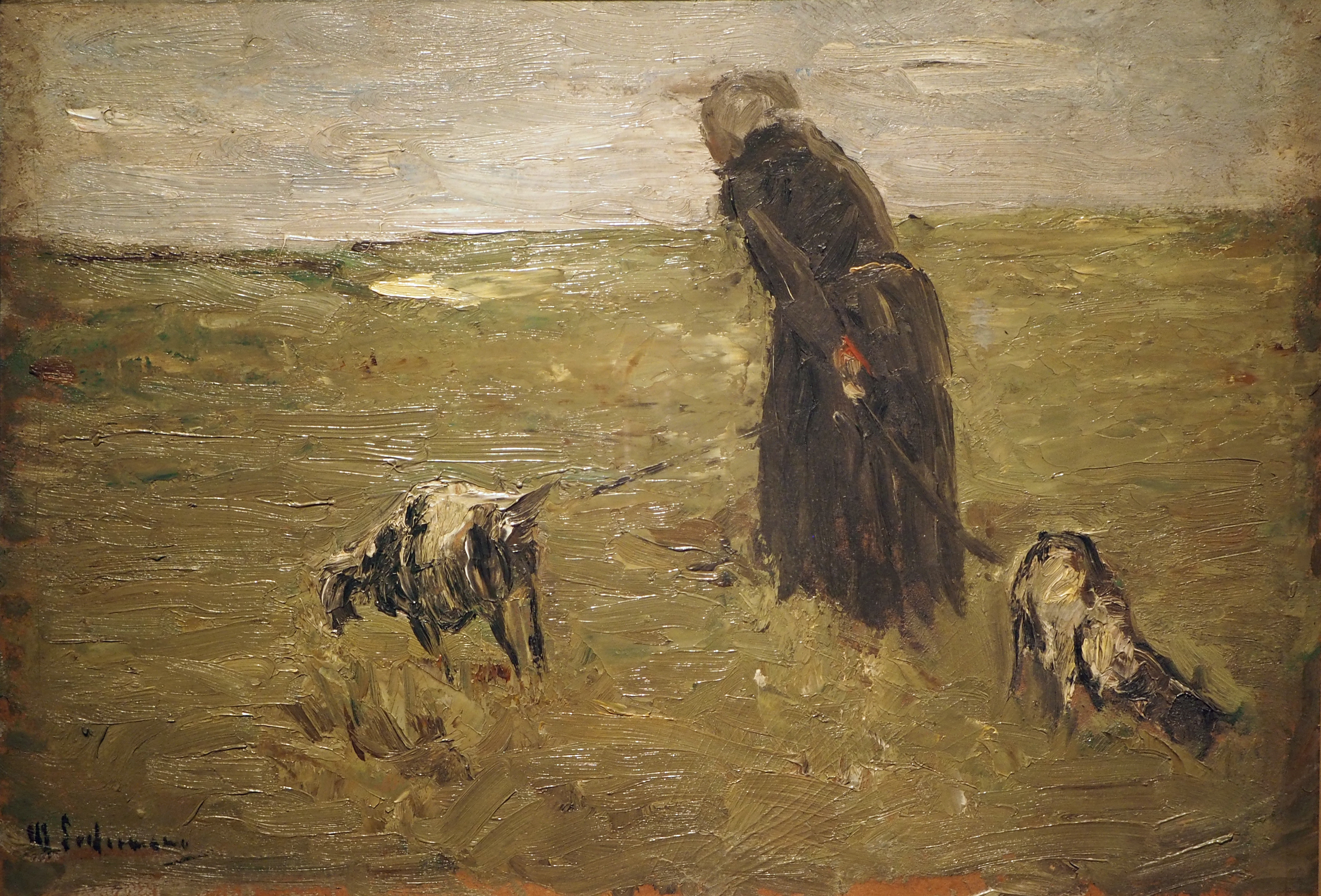
«Старуха с козами» Макса Либермана